# مفك براغي
مفك براغي (الجمع: مِفَكَّات بَرَاغِي) أو مِبراغ هو أداة، يدوية أو تعمل بالطاقة، تستخدم في تثبيت البراغي وفكها. يحتوي مفك البراغي البسيط النموذجي على مقبض وعمود، ينتهي
بطرف يضعه المستخدم في رأس المسمار قبل تدوير المقبض. تم استبدال هذا الشكل من مفك البراغي في العديد من أماكن العمل والمنازل بأداة أكثر حداثة وتنوعًا، مثقاب كهربائي، لأنها أسرع وأسهل ويمكنها أيضًا حفر الثقوب. عادة ما يكون العمود مصنوعًا من الفولاذ الصلب لمقاومة الانحناء أو الالتواء. يمكن أن يتم تقوية الطرف لمقاومة التآكل، ومعالجته بطبقة داكنة الطرف لتحسين التباين البصري بين الطرف والمسمار - أو يتم تقليمه أو معالجته للحصول على «تماسك» إضافي. عادةً ما تكون المقابض خشبية أو معدنية أو بلاستيكية [بحاجة لمصدر] وعادة ما تكون سداسية أو مربعة أو بيضاوية في المقطع العرضي لتحسين التماسك ومنع الأداة من التدحرج عند ضبطها. تحتوي بعض مفكات البراغي اليدوية على أطراف قابلة للتبديل تتناسب مع المقبس الموجود في نهاية العمود ويتم تثبيتها ميكانيكيًا أو مغناطيسيًا. غالبًا ما يكون لها مقبض مجوف يحتوي على أنواع وأحجام مختلفة من النصائح، وإجراء السقاطة القابل للانعكاس الذي يسمح بعدة دورات كاملة دون تغيير موضع الطرف أو يد المستخدم.
يتم تصنيف مفك البراغي من خلال طرفه، والذي تم تشكيله ليلائم أسطح القيادة - الفتحات، والأخاديد، والفواصل، وما إلى ذلك - على رأس المسمار المقابل. يتطلب الاستخدام السليم أن يقوم رأس مفك البراغي بإشراك رأس برغي من نفس الحجم وتعيين النوع مثل رأس مفك البراغي. تتوفر رؤوس مفكات البراغي في مجموعة متنوعة من الأنواع والأحجام. النوعان الأكثر شيوعًا هما النوع البسيط «النصل» للبراغي ذات الفتحات، وفيليبس، والذي يُطلق عليه عمومًا «التجويف المتقاطع» أو «الرأس المتقاطع» أو «النقطة المتقاطعة».
مجموعة متنوعة من مفكات البراغي الكهربائية تتراوح من نوع «العصا» البسيط مع البطاريات، والمحرك، وحامل طرف، إلى المثاقب اللاسلكية القوية «المسدس» من النوع VSR (القابلة للانعكاس متغيرة السرعة) التي تعمل أيضًا كمفكات براغي. هذا مفيد بشكل خاص لأن حفر ثقب تجريبي قبل تشغيل المسمار هو عملية شائعة. تتيح وحدات مثقاب ومحولات مجموعة أدوات الحفر الخاصة للمشغل التبديل بسرعة بين الاثنين. تشمل الاختلافات محركات التصادم، والتي توفر نوعين من قوة «الطرق» لتحسين الأداء في مواقف معينة، ومحركات «الزاوية اليمنى» للاستخدام في المساحات الضيقة. تتوفر العديد من الخيارات والتحسينات، مثل مستويات الفقاعات المدمجة، واختيار الترس العالي / المنخفض، وحوامل البراغي المغناطيسية، وقوابض عزم الدوران القابلة للتعديل، وخراطيش بدون مفتاح، والتحكم «الجيروسكوبي»، وما إلى ذلك.

## التاريخ
اُستخدامت أول مفكات براغي موثقة في أواخر العصور الوسطى. ربما تم اختراعها في أواخر القرن الخامس عشر، إما في ألمانيا أو فرنسا. كانت الأسماء الأصلية للأداة باللغتين الألمانية والفرنسية هي Schraubendreher (المسمار اللولبي) و tournevis (اللولب الدوار)، على التوالي. أول توثيق لهذه الأداة موجود في كتاب هاوس بوك الخاص بقلعة ولفيج في العصور الوسطى، وهو مخطوطة كُتبت في وقت ما بين عامي 1475 و 1490. كانت هذه المفكات الأقدم تحتوي على مقابض على شكل كمثرى وصُنعت من أجل براغي مشقوقة (لم يظهر تنويع الأنواع العديدة من مفكات البراغي حتى العصر الذهبي).ظل مفك البراغي غير واضح، ومع ذلك، فإن الدليل على وجوده على مدار الـ 300 عام القادمة يعتمد بشكل أساسي على وجود البراغي.

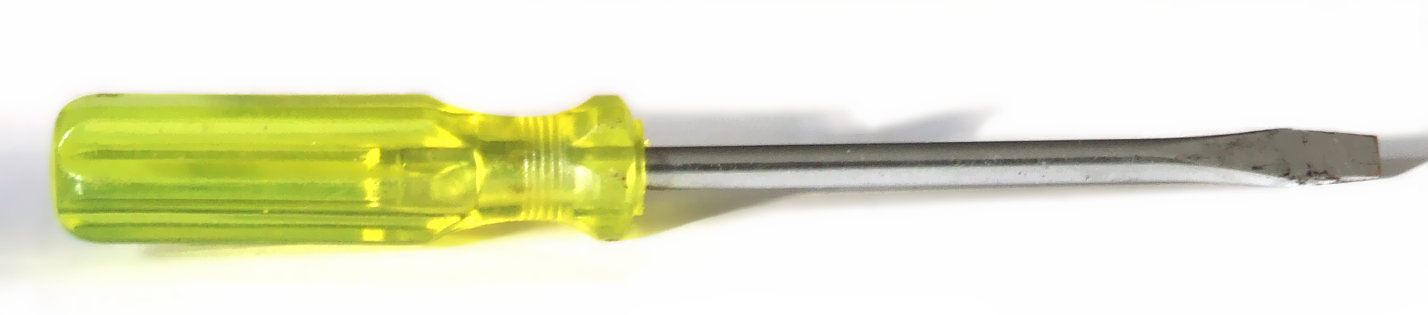
مفك براغي يدوي.

تم استخدام البراغي في القرن الخامس عشر لبناء مخرطة القطع اللولبي، لتأمين درع الصدر، واللوحات الخلفية، والخوذ على دروع التبارز من العصور الوسطى - وفي النهاية لأجزاء متعددة من الأسلحة النارية الناشئة، وخاصة القفل. لم يتم استخدام البراغي، ومن ثم المفكات، في الدروع القتالية الكاملة، ومن المرجح أن تمنح مرتديها حرية الحركة.
اعتمد مفك البراغي كليًا على البرغي، واستغرق الأمر عدة خطوات لجعل المسمار سهل الإنتاج بما يكفي ليصبح شائعًا وواسع الانتشار. كانت مفصلات الأبواب الأكثر شهرة في ذلك الوقت هي المفصلة الخلفية، لكنها كانت تعتبر رفاهية. كان المفصل الخلفي مصنوعًا يدويًا، وتتطلب حركته المستمرة أمان المسمار.
كان من الصعب جدًا إنتاج البراغي قبل الثورة الصناعية الأولى، مما تطلب تصنيع حلزون مخروطي الشكل. وجد الأخوان جوب وويليام وايت طريقة لإنتاج برغي على آلة جديدة تقطع الرأس المشقوق أولاً، ثم تقطع اللولب. على الرغم من فشل أعمالهم في النهاية، أدت مساهمتهم في التصنيع منخفض التكلفة للمسمار في النهاية إلى زيادة كبيرة في المسمار وشعبية مفك البراغي. أدت الزيادة في الشعبية تدريجياً إلى صقل مفك البراغي وتنويعه في النهاية. كما ساهم صقل دقة البراغي بشكل كبير في ازدهار الإنتاج، وذلك في الغالب من خلال زيادة كفاءته وتوحيد الأحجام، وهما سلائف مهمة للتصنيع الصناعي.
الكندية ب. روبرتسون، على الرغم من أنها لم تكن أول شخص حصل على براءة اختراع لفكرة البراغي ذات الرأس المقبس، إلا أنها كانت أول من نجح في تسويقها، بدءًا من عام 1908. أزدادت شعبية براغي المقبس بسرعة، ولا تزال تستخدم لمقاومتها للتآكل والتمزق، التوافق مع المفاتيح السداسية، والقدرة على إيقاف أداة الطاقة عند ضبطها. على الرغم من شعبيته الهائلة، واجهت روبرتسون صعوبة في تسويق اختراعها لصناعة السيارات المزدهرة حديثًا، لأنها لم تكن مستعده للتخلي عن براءات اختراعها.
حصل هنري ف. فيليبس على براءة اختراعه الخاص، في بورتلاند، أوريغون وهو نسخة محسنة من تجويف عميق بفتحة صليبية، تعرف اليوم باسم فيليبس برغي. عرض فيليبس برغيه على شركة شركة البرغي الأمريكية، وبعد تجربة ناجحة على كاديلاك عام 1936، اكتسحت بسرعة صناعة السيارات الأمريكية. مع الانتعاش الصناعي في نهاية الكساد الكبير والاضطراب في الحرب العالمية الثانية، سرعان ما أصبح برغي فيليبس، ولا يزا، المسمار الأكثر شعبية في العالم. كان عامل الجذب الرئيسي للمسمار هو أنه يمكن أيضًا استخدام مفكات البراغي التقليدية المشقوقة عليها، وهو ما لم يكن ممكنًا مع مسمار روبرتسون.
لا يزال صانعو الأسلحة يطلقون على مفك البراغي لولبًا دوارًا، والذي يعتبر تحته جزءًا مهمًا من مجموعة المسدسات. كان الاسم شائعًا في القرون السابقة، حيث استخدمه صانعو الخزائن، وعمال السفن، وربما الحرف الأخرى. يعد مفك البراغي الخاص بصانع الخزانة أحد أطول أشكال المقابض، وهو بيضاوي إلى حد ما في المقطع العرضي. يُعزى هذا بشكل مختلف إلى تحسين القبضة أو منع الأداة من الانزلاق على المقعد. كان الشكل شائعًا منذ بضع مئات من السنين. عادة ما يرتبط برأس عادي للبراغي المشقوقة، ولكن تم استخدامه مع العديد من أشكال الرأس. تستخدم مفكات البراغي البلاستيكية الحديثة مقبض مع مقطع عرضي سداسي تقريبًا لتحقيق هذين الهدفين، وهو بعيد كل البعد عن المقبض ذي الشكل الكمثرى لمفك البراغي الأصلي في القرن الخامس عشر.

## المقبض
لقد تغير مقبض وعمود مفكات البراغي بشكل كبير بمرور الوقت. يتأثر التصميم بكل من الغرض ومتطلبات التصنيع. تم تصنيع مفك البراغي "Perfect Pattern Handle" لأول مرة بواسطة HD سميث وشركاه، التي عملت من 1850 إلى 1900. اعتمد العديد من الشركات المصنعة تصميم هذا المقبض. كان مفك البراغي «ذو الشفرات المسطحة» تصميمًا آخر يتكون من الفولاذ المشكل بالحدادة مع مقابض خشبية مُثبتة.
تم تصميم شكل ومواد العديد من مقابض مفكات البراغي الحديثة لتناسب بشكل مريح يد المستخدم، لراحة المستخدم ولتسهيل أقصى قدر من التحكم وعزم الدوران. تتضمن التصميمات فجوات لأصابع المستخدم، وأسطح من مادة ناعمة مثل المطاط الصناعي لزيادة الراحة والتماسك. المقابض المركبة من البلاستيك والمطاط شائعة أيضًا. العديد من مقابض مفكات البراغي ليست ناعمة وغالبًا ما تكون غير مستديرة، ولكن بها مسطحات أو مخالفات أخرى لتحسين القبضة ومنع الأداة من التدحرج عندما تكون على سطح مستوي.
تحتوي بعض مفكات البراغي على قسم سداسي قصير في الجزء العلوي من الشفرة، بجوار المقبض، بحيث يمكن استخدام مفتاح ربط أو مفتاح ربط مفتوح لزيادة عزم الدوران المطبق. يحتوي مفك البراغي على مقبض مضبوط بزوايا قائمة على الشفرة الصغيرة، مما يوفر الوصول إلى المساحات الضيقة ويعطي عزمًا.

## أنواع رأس المفك
تتوفر مفكات البراغي في مجموعة كبيرة من الأحجام لتلائم براغي مختلفة - بدءًا من مفكات البراغي الصغيرة. قد يؤدي استخدام مفك براغي ليس بالحجم والنوع المناسبين إلى إتلاف المسمار أثناء عملية إحكامه. بعض رؤوس مفك البراغي ممغنطة، بحيث يظل البرغي (ما لم يكن غير مغناطيسي) متصلًا بمفك البراغي دون الحاجة إلى قوة خارجية. هذا مفيد بشكل خاص في البراغي الصغيرة، والتي من الصعب جدًا محاولة التعامل معها. تحتوي العديد من تصميمات مفكات البراغي على مقبض ذو طرف قابل للفصل (جزء المفك الذي يشغّل المسمار)، وتسمى القطع كما هو الحال مع لقم الثقب. يوفر هذا مجموعة من مقبض واحد والعديد من القطع التي يمكنها تشغيل مجموعة متنوعة من أحجام وأنواع البراغي.

### أنواع المفك

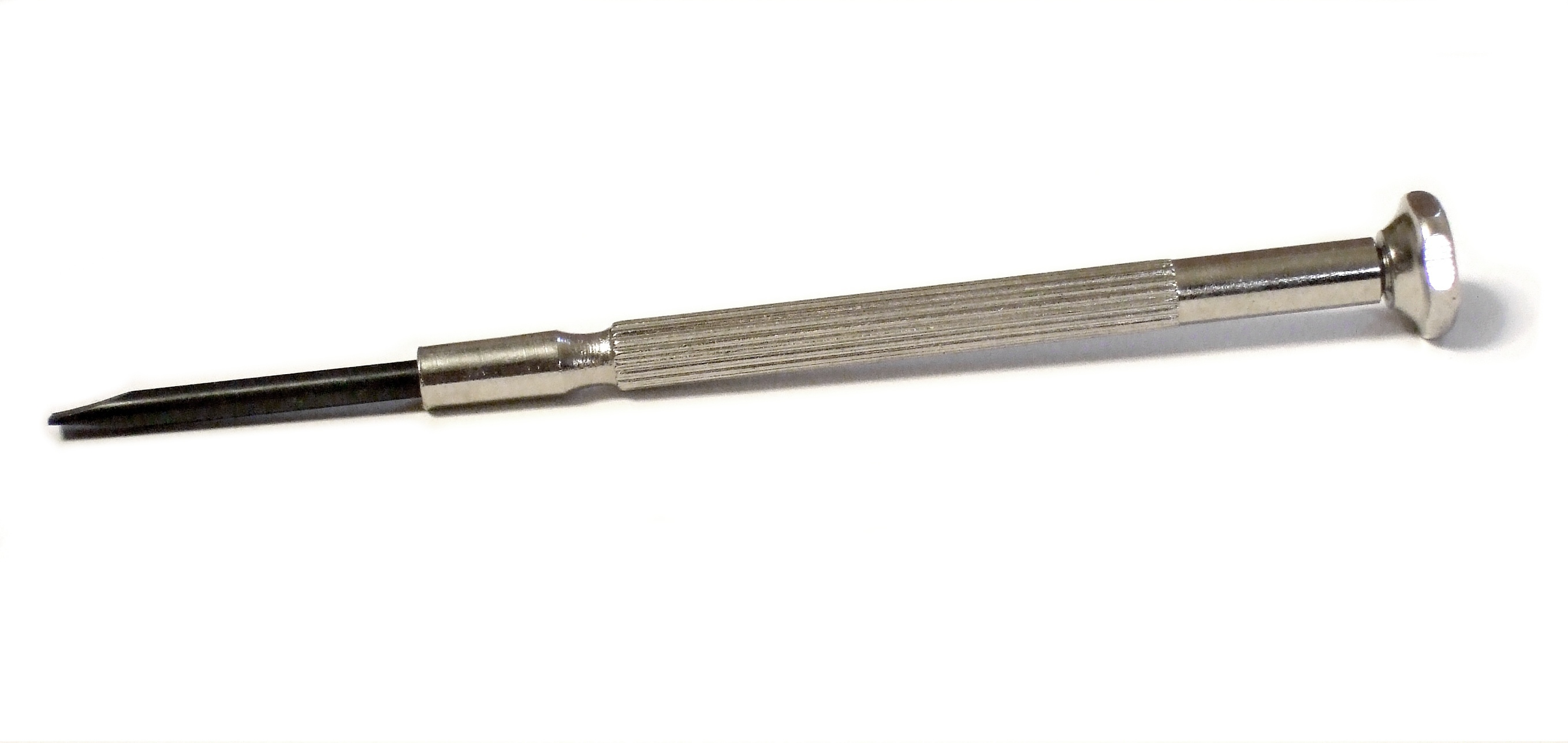
مفك الجواهرجي (الصائغ)
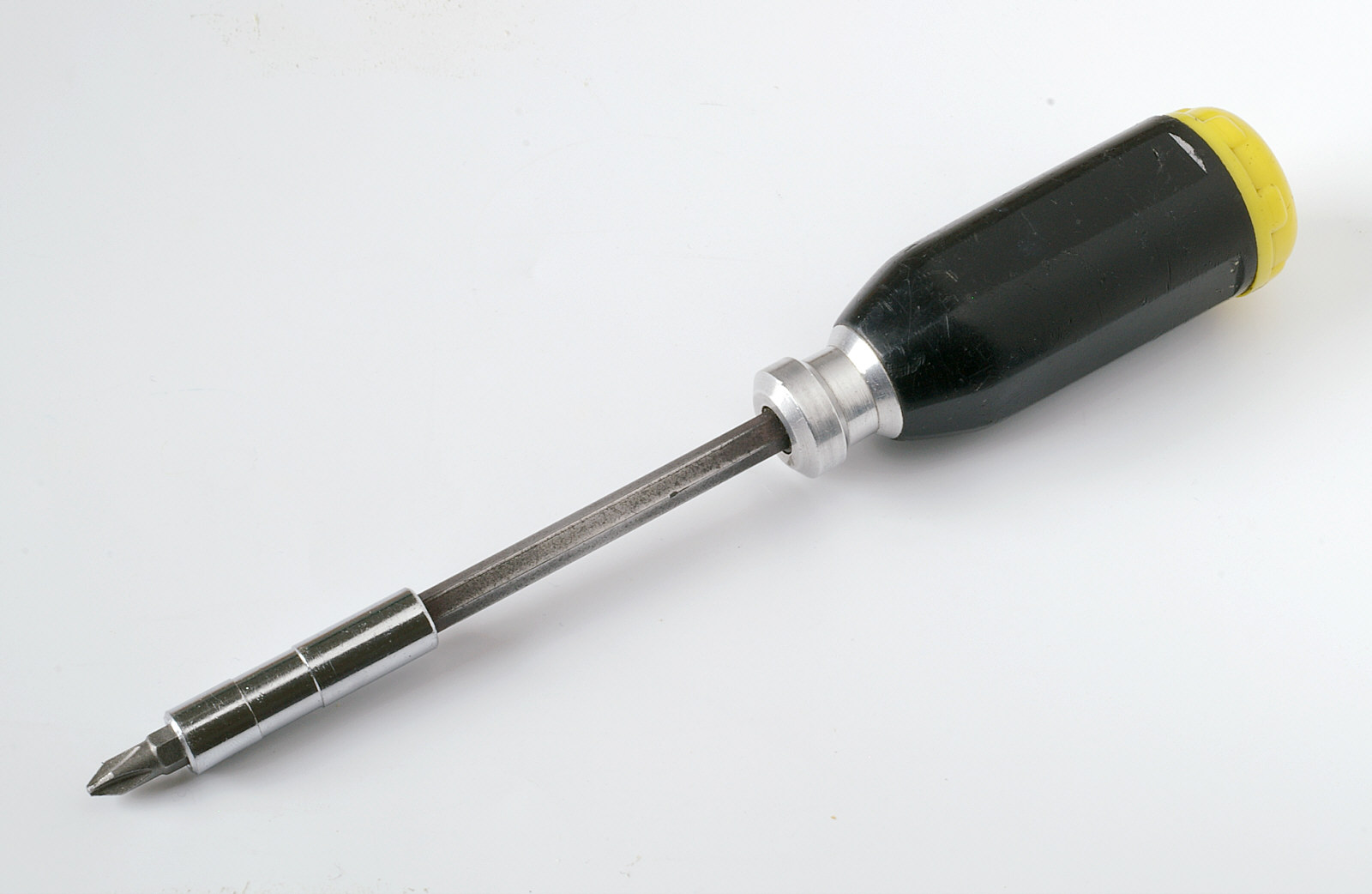
مفك براغي برأس مغناطيسية.
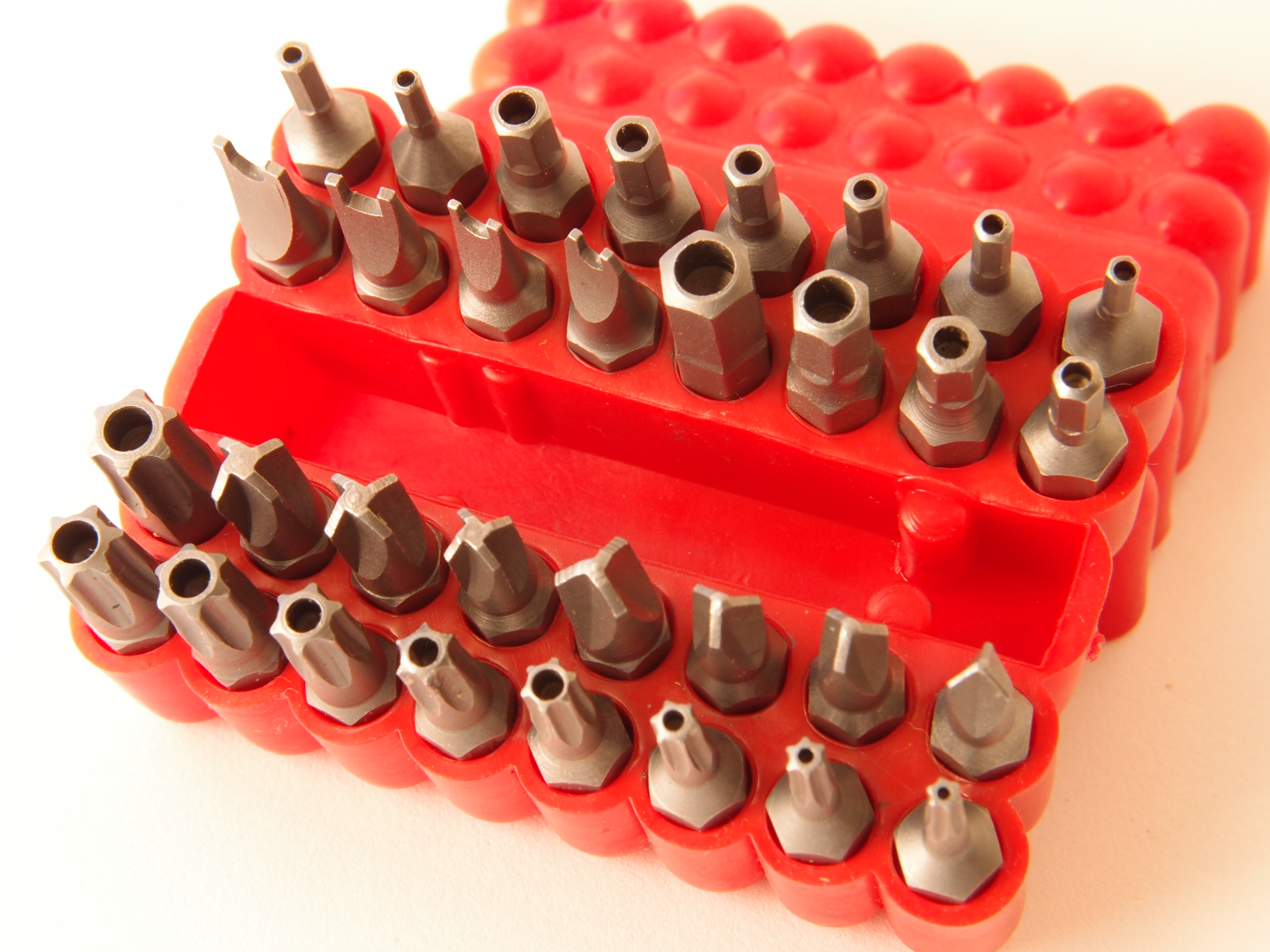
مجموعة من فتات مفكات البراغي.
مقارنة بين رؤوس براغي فيليبس وفريسون.
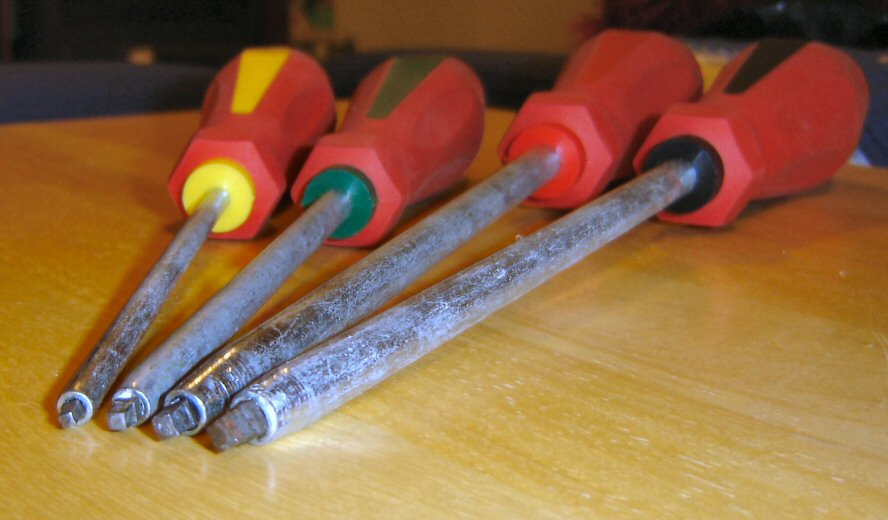
مجموعة متنوعة من مقاسات روبرتسون.
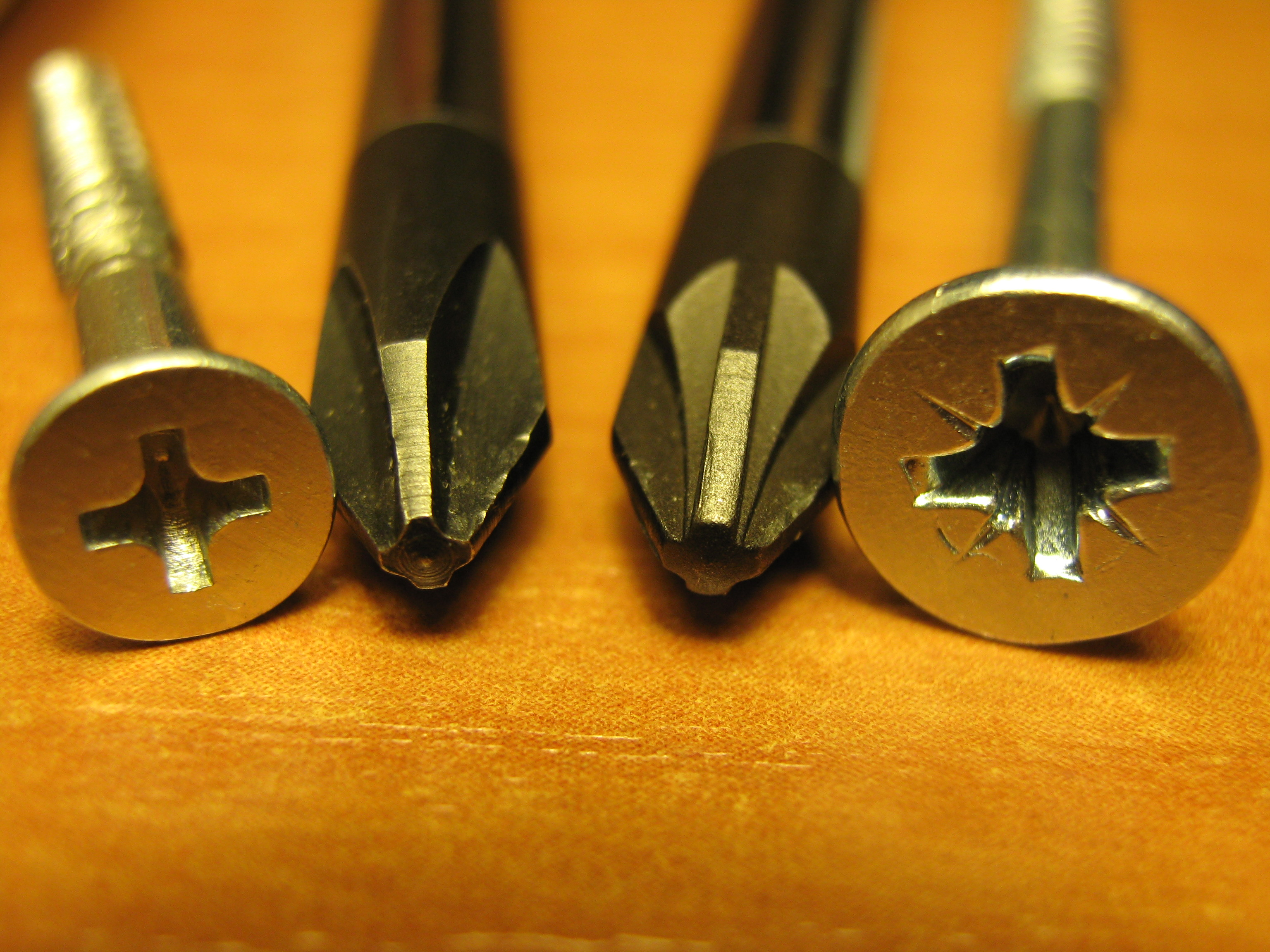
مقارنة مفكات فيليبس وبوزيدريف.

الأداة المستخدمة مع رأس لولبي مشقوق تسمى مفك البراغي القياسي، ذو النصل المشترك، والشفرة المسطحة، والرأس المفتوحة، المستقيم، المسطح، أو مفك البراغي «ذو الرأس المسطح». قد يكون هذا الاستخدام الأخير محيرًا، لأن المصطلح مسطح الرأس يصف أيضًا برغيًا بسطح مسطح، مصمم للتثبيت في فتحة غاطسة. علاوة على ذلك، يشير المصطلح إلى أن لمفك البراغي «رأس»؛ لم يحدث ذلك. قد يكون لمثل هذا البرغي ذو الرأس المسطح رأس مشقوق أو متقاطع أو مربّع أو مركب. قبل تطوير أنواع البتات الأحدث، كانت الشفرة المسطحة تسمى «الشفرة المشتركة»، لأنها كانت الأكثر شيوعًا. اعتمادًا على التطبيق، قد يختلف اسم مفك البراغي هذا. داخل صناعات السيارات / الكهرباء الثقيلة، يُعرف باسم «مفك البراغي المسطح»؛ في صناعات إلكترونيات الطيران والتعدين، يُعرف باسم «مفك البراغي القياسي». على الرغم من وجود العديد من الأسماء، إلا أن الجهاز الأصلي من عام 1908 كان يُعرف باسم «أداة تقليب الرأس المسطحة».
من بين مفكات البراغي المشقوقة، تشتمل الاختلافات في الشفرة على ملف تعريف الشفرة كما يُرى وجهاً لوجه (من جانب الأداة). يُطلق على النوع الأكثر شيوعًا أحيانًا اسم حجر الزاوية، حيث يكون ملف تعريف الشفرة متوهجًا قليلاً قبل أن يتناقص في النهاية، مما يوفر صلابة إضافية لسطح العمل ويجعله قادرًا على تحمل المزيد من عزم الدوران. لزيادة الوصول إلى أقصى حد في التطبيقات المحدودة المساحة، تكون جوانب شفرة مفك البراغي المتغيرة للخزانة مستقيمة ومتوازية، وتصل إلى نهاية الشفرة بزاوية قائمة. كثيرا ما يستخدم هذا التصميم في مفكات الجواهري.
تقوم العديد من الكتب المدرسية والمدارس المهنية بتوجيه الميكانيكيين لطحن طرف النصل، والذي، بسبب الاستدقاق، يزيد من سمكه وبالتالي يسمح بالتعامل بشكل أكثر دقة مع الفتحة الموجودة في المسمار. ينتج عن هذا النهج مجموعة من مفكات البراغي ذات الفتحات المتدرجة التي تناسب برغيًا معينًا من أجل تعشيق أكثر إحكامًا وتقليل تشوه رأس المسمار. ومع ذلك، فإن العديد من شفرات مفكات البراغي ذات الجودة الأفضل يتم تقويتها بالحث بالفعل (معالجة السطح بالحرارة)، وطحن الأطراف بعد التصنيع يضر بقوتها. وبالتالي، فمن الأفضل اختيار طرف مصنوع ليلائم بدقة في البداية، وتجنب إضعاف المعالجة الحرارية للمصنع.
تتوفر مفكات فيليبس بأحجام قياسية عديدة، تتراوح من المفكات التي تستخدم في المجوهرات الصغيرة إلى تلك المستخدمة في تجميع إطارات السيارات - أو من # 000 إلى # 4 على التوالي. عادة ما يتم ختم رقم الحجم هذا على الساق (العمود) أو المقبض لتحديد الهوية. كل حجم بت يناسب مجموعة من أحجام البراغي، بشكل جيد إلى حد ما. كل حجم مفك فيليبس له أيضًا قطر ساق ذي صلة. السائق لديه نقطة 57 درجة ومزامير مدببة وغير حادة (مستديرة). تصل البتات رقم 1 والأصغر إلى نقطة حادة، لكن النقطة رقم 2 وما فوقها ليس لها أي نقطة، بل هي طرف شبه مربّع، مما يجعل كل حجم غير متوافق مع الآخر.
غالبًا ما يتم انتقاد التصميم بسبب ميله إلى التصويب عند مستويات عزم دوران أقل من تصميمات «الرأس المتقاطع» الأخرى، وهو تأثير ناتج عن المظهر الجانبي المدبب للفلوت الذي يجعل إدخالها في المسمار أسهل من الأنماط الأخرى المماثلة. لطالما كان هناك اعتقاد شائع بأن هذا كان في الواقع سمة مقصودة للتصميم. لا يوجد دليل على هذه السردية المحددة والميزة غير مذكورة في براءات الاختراع الأصلية. ومع ذلك، فإن التحسين اللاحق للتصميم الأصلي الموضح في براءة الاختراع الأمريكية رقم 2474994 يصف هذه الميزة.
مفك روبرتسون، المعروف أيضًا باسم المربع، أو محرك اللولب سكرولوكس له تجويف مربع الشكل في رأس المسمار وبروز مربع على الأداة. يحتوي كل من الأداة والمقبس على مستدقة، مما يجعل إدخال الأداة أسهل، كما أنه يميل أيضًا إلى المساعدة في إبقاء المسمار على طرف الأداة دون حاجة المستخدم إلى تثبيته هناك. (كان السبب الأول لوجود الاستدقاق هو جعل تصنيع البراغي عمليًا باستخدام التشكيل البارد للرؤوس، لكن مزاياها الأخرى ساعدت في نشر محرك الأقراص). براغي روبرتسون شائعة في كندا، على الرغم من استخدامها في أماكن أخرى، وأصبحت أكثر شيوعًا في البلدان الأخرى في العقود الأخيرة. من السهل استخدام مفكات روبرتسون بيد واحدة، لأن المقبس المدبب يميل إلى الاحتفاظ بالبرغي، حتى لو اهتز. كما أنها تسمح باستخدام مفكات براغي بزاوية وبراغي ذات رأس تقليم. إن مسامير روبرتسون ذات الرأس التجويفي تتمحور ذاتيًا، وتقلل من خروج الكاميرا، وتوقف أداة كهربائية عند ضبطها، ويمكن إزالتها إذا كانت مطلية أو قديمة وصدئة. في الصناعة، يقومون بتسريع الإنتاج وتقليل تلف المنتج. كان أحد أول استخداماتهم الصناعية الرئيسية هو إنتاج موديل A و Model T لشركة Ford Motor. وجدها هنري فورد موثوقة للغاية ووفرت وقتًا كبيرًا للإنتاج، لكنه لم يستطع تأمين ترخيص لها في الولايات المتحدة، لذلك قصر استخدامها على قسمه الكندي فقط. تتوفر مفكات برأس روبرتسون في مجموعة قياسية من أحجام الأطراف، من 1.77 ملم إلى 4.85 ملم.
يكون التقاطع الموجود في الرأس اللولبي أكثر وضوحًا وأقل تقريبًا من فيليبس، ولديه مثقوبة بزاوية 45 درجة ونهاية مدببة أكثر حدة. أيضًا ، فتحة لولب فيليبس ليست بعمق فتحة ريد وبرنس. من الناحية النظرية، تناسب مسامير R&P ذات الأحجام المختلفة أي حجم بت R&P.
تستخدم بوزيدريف وسوبادريف ذات الصلة على نطاق واسع في أوروبا ومعظم مناطق الشرق الأقصى. في حين أن مسامير بوزيدريف لها رؤوس متقاطعة مثل فيليبس ويُعتقد أحيانًا أنها متشابهة بشكل فعال، يسمح تصميم بوزيدريف بتطبيق عزم دوران أعلى من فيليبس. غالبًا ما يُزعم أنه يمكنهم تطبيق عزم دوران أكبر من أي أنظمة مفكات براغي متقاطعة شائعة الاستخدام، بسبب تكوين التزاوج المعقد.
لا تزال مفكات البراغي ذات الرؤوس الصناعية القياسية اليابانية (JIS) معيارًا آخر، وغالبًا ما يُطلق عليها اسم فيليبس الياباني بشكل غير دقيق. عادة ما يتم التعرف على رؤوس اللولب المتوافقة من خلال نقطة واحدة مضغوطة أو علامة "X" على جانب واحد من الفتحة المتقاطعة. هذا هو معيار المسمار في جميع أنحاء سوق آسيا والواردات اليابانية. السائق لديه نقطة 57 درجة مع طرف مسطح.
تستخدم العديد من الأجهزة الكهربائية الحديثة، إذا كانت تحتوي على براغي، براغي برؤوس مختلفة عن الأنماط التقليدية ذات الفتحات أو الأنماط فيليبس. تروكس هو أحد هذه الأنماط التي انتشرت على نطاق واسع. إنه طرف خدد مع فترة راحة مقابلة في رأس المسمار. السبب الرئيسي لهذا الاتجاه هو كفاءة التصنيع: أطراف مفك البراغي تروكس لا تنزلق من أداة التثبيت بسهولة كما يفعل فيليبس. (نادرًا ما تُستخدم البراغي المشقوقة في الأجهزة ذات الإنتاج الضخم، نظرًا لأن المحرك لا يركز بطبيعته على المثبت).
تعتبر أدوات التثبيت غير النموذجية شائعة في الأجهزة الاستهلاكية نظرًا لقدرتها على جعل التفكيك أكثر صعوبة، وهو ما يُنظر إليه على أنه فائدة للمصنعين ولكنه يعتبر عيبًا من قبل المستخدمين أكثر مما لو تم استخدام أنواع رؤوس أكثر شيوعًا. في أفران الميكروويف، تمنع هذه البراغي الوصول العرضي إلى المكونات الكهربائية عالية الطاقة كيلوفولت، والتي تعتبر خطيرة للغاية.
أصبح تروكس وبرامج التشغيل الأخرى متاحة على نطاق واسع للمستهلك بسبب زيادة استخدامها في الصناعة. تتلاءم بعض الأنماط الأخرى مع تجويف نجمي ثلاثي الرؤوس، وشريحة خماسية الفصوص ذات حواف مستديرة بدلاً من الحواف المربعة في تروكس. .
تُستخدم أيضًا الأنماط المتخصصة من براغي الأمان، مثل نمط Line Headمن قبل OSG System Products، اليابان، كما هو مستخدم في العديد من وحدات تحكم نينتندو، على الرغم من توفر برامج التشغيل الخاصة برؤوس الأمان الأكثر شيوعًا، مرة أخرى، بسهولة. نوع آخر من رؤوس الأمان له أسطح منحنية ناعمة بدلاً من حواف الفتحات التي تسمح بفك المسمار؛ توجد في أقسام الخصوصية في غرفة الاستراحة العامة، ولا يمكن إزالتها بواسطة مفكات البراغي التقليدية.

## الاختلافات

### مفكات عزم الدوران

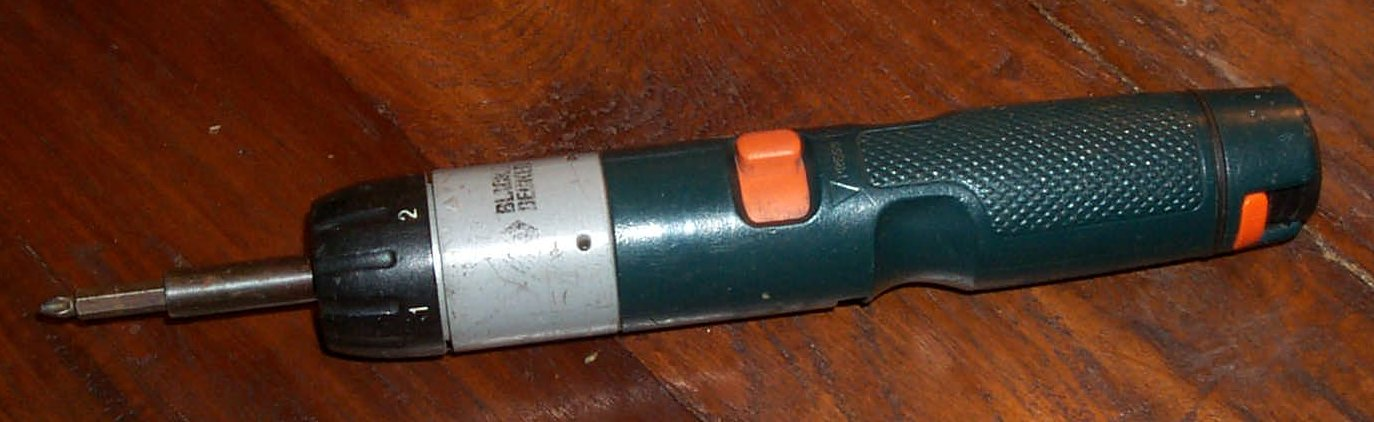
مفك كهربائي يعمل بالبطارية قابل لإعادة الشحن.

تتوفر مفكات - يدوية وكهربائية وهوائية - مع قابض ينزلق عند عزم دوران محدد مسبقًا. يساعد هذا المستخدم على إحكام ربط البراغي بعزم دوران محدد دون حدوث تلف أو إحكام مفرط. غالبًا ما تحتوي المثاقب اللاسلكية المصممة للاستخدام كمفكات على مثل هذا القابض.

### مفكات كهربائية

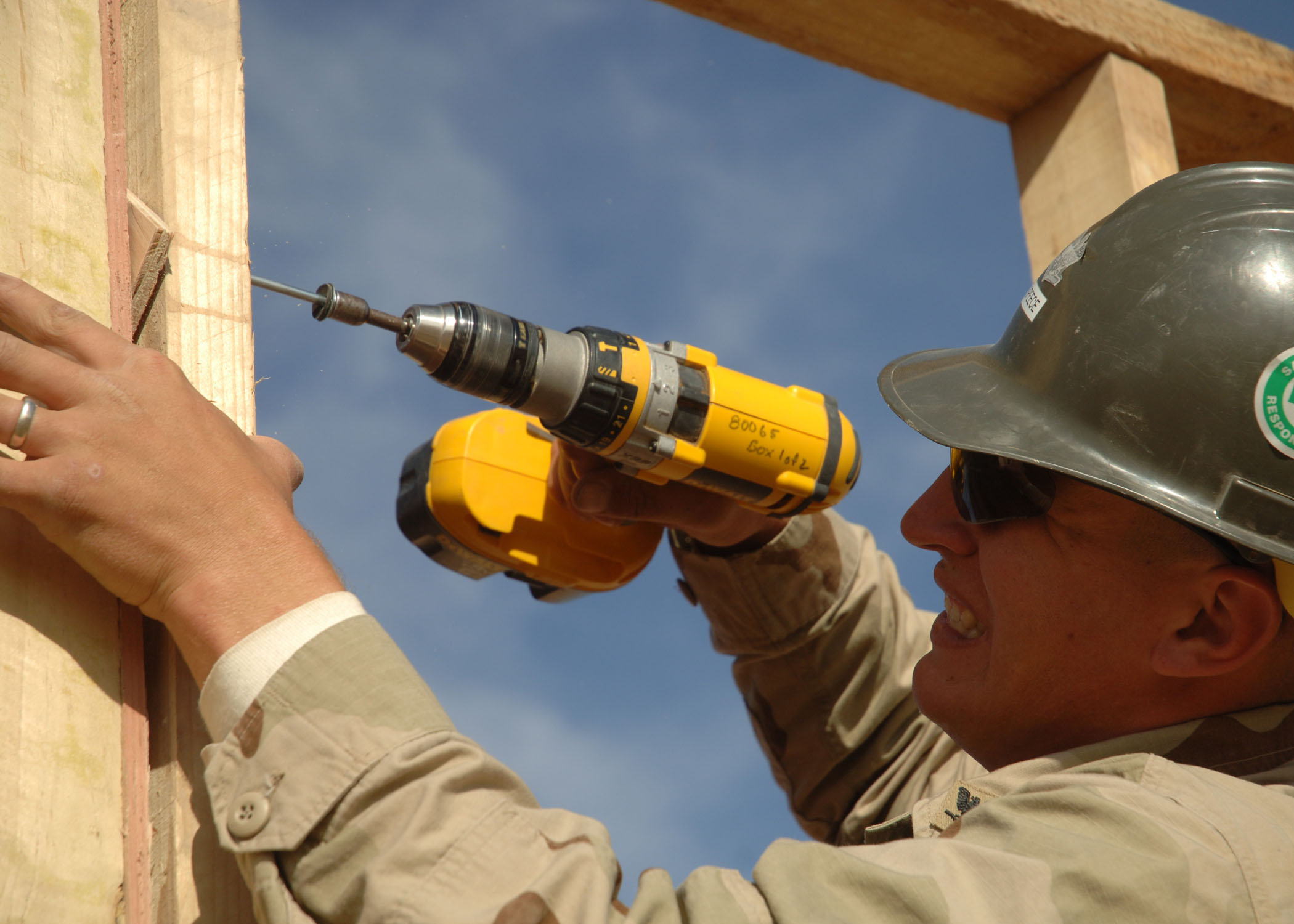
استخدام المفك بواسطة مثقاب لاسلكي.

تسمح البتات القابلة للتبديل باستخدام مفكات براغي تعمل بالطاقة، وعادة ما تستخدم محركًا كهربائيًا أو هوائيًا لتدوير الريشة. تستخدم المثاقب اللاسلكية مع التحكم في السرعة وعزم الدوران بشكل شائع كمفكات براغي كهربائية.

### مفكات راتشنج

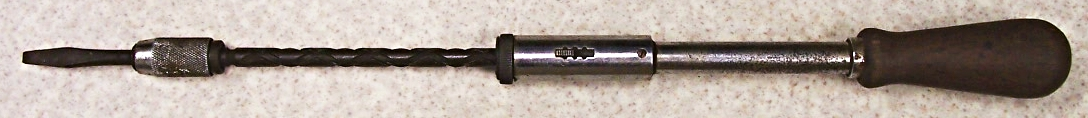
ستانلي يانكي رقم 130A، مفك لولبي.

تحتوي بعض مفكات البراغي اليدوية على عمل السقاطة حيث يتم قفل شفرة مفك البراغي بالمقبض للدوران في اتجاه عقارب الساعة، ولكن يتم فصل الأزواج للدوران في عكس اتجاه عقارب الساعة عند ضبطه لربط البراغي - والعكس بالعكس للفك. توفر محركات لولبية، والتي غالبًا ما تسمى بالعامية مفكات يانكي (اسم علامة تجارية)، آلية خاصة تحول الحركة الخطية إلى حركة دورانية. في الأصل، تم استخدام اسم «يانكي» في جميع الأدوات التي تبيعها شركة North Brothers Manufacturing Company ولكن لاحقًا، بعد شراء ستانلي للشركة، أصبح مرادفًا لهذا النوع فقط من مفكات البراغي. يقوم المستخدم بدفع المقبض باتجاه قطعة العمل، مما يتسبب في دق في أخدود حلزوني لتدوير السيقان والجزء القابل للإزالة. يمكن ضبط المزلاج على الدوران إلى اليسار أو اليمين مع كل دفعة، أو يمكن قفله بحيث يمكن استخدام الأداة مثل مفك البراغي التقليدي. تتمثل إحدى عيوب هذا التصميم في أنه إذا انزلق البت من المسمار، فقد يتسبب الامتداد المفاجئ للزنبرك في خدش قطعة العمل أو إتلافها.
بعد أن كانت شائعة جدًا، تم إيقاف إصدارات محركات السقاطة الحلزونية هذه التي تستخدم بتات الملكية إلى حد كبير من قبل الشركات المصنعة مثل ستانلي. تقدم بعض الشركات الآن إصدارًا حديثًا يستخدم بتات أداة كهربائية سداسية السداسية مقاس 1⁄4 بوصة. نظرًا لتوفر مجموعة متنوعة من لقم الثقب بهذا الشكل، يمكن للأداة القيام بواجب مزدوج مثل «المثقاب بالدفع» أو المثقاب الفارسي.